# Yvision
Your Vision (Ёвижн, Юви, YV, yvision.kz) (англ. Your Vision — «Твоё видение») — коммуникационный центр казахстанского Интернета. Крупнейший блог-портал в Казахстане, бесплатный социальный сервис для ведения онлайн-дневников.
Блог-портал включает в себя блог-платформу, интернет-телевидение и контентные спецпроекты.
Собственник: ТОО «Блог-платформа Your Vision»
Контентные спецпроекты:
культурно-познавательный журнал «Екпін», сайт о хоккее Шайба. KZ, SmartShow (недоступная ссылка) — обзоры гаджетов и приложений, сайт о моде и красоте DressMe (недоступная ссылка), Digital Asia — всё про фотоискусство, I love Travel — путешествия и экзотические места мира, Popcorn — проект о кино и играх, проект электронной библиотеки Министерства культуры Казахстана, интернет-телевидение YV-TV
Блог-платформа основана 1 июня 2008 года в городе Алма-Ата. Количество пользователей на 1 февраля 2013 года — свыше 82 тысяч зарегистрированных, более 2000 активных блогеров.
Команда Your Vision: учредители — Станислав Игнатов, Рауан Маемиров, Бекежан Кембаев.
Менеджеры блог-платформы — Бауржан Сулейменов (2008—2010), Самсон Безмятежный (Александр Мелентьев) (2010—2013), Олжас Салмурза (2013—2014)
PR-директор — Самсон Безмятежный (Александр Мелентьев) (2013—2014)
Редактор — Алия Сембай (2011—2014), Рустам Ниязов (2014—2017).
В ноябре 2010 года блог-платформа Your Vision становится обладателем Гран-При Национальной Интернет-премии AWARD.kz и звания «Лучший сайт 2010 года».

## История
- Май 2008 — открытие (14 мая 2008 — тестирование, 1 июня 2008 — открытие блог-платформы).
- Май 2009 — казахскоязычная версия блог-платформы[2].
- Август 2009 — добавление Your Vision в рейтинг «Яндекс.Блоги»[3].
- Ноябрь 2009 — участие в AWARD.kz 2009[4]
- Ноябрь 2009 года — 1-е место в whois.1in.kz в категории «Блоги»[5]
- Январь 2010 года — yvision.kz выбился в ТОП-10 по версии zero.kz.
- Март 2010 года — помимо yvision.kz приобретены 2 домена: yvi.kz и yourvision.kz.
- Ноябрь 2010 года — блог-платформа Your Vision участвует и побеждает в VIII Национальной Интернет-премии AWARD.kz, становится победителем в номинации «Персональные страницы, знакомства и общение» и обладателем Гран-при конкурса «Лучший сайт 2010 года».
- 17 декабря 2010 года — первая республиканская ёвиженка — слёт приглашенных активных блогеров со всего Казахстана. Более 100 участников с 10 регионов Казахстана. Вторая республиканская ёвиженка прошла 4 июня 2011 года, собрав более 200 человек с регионов Казахстана и Кыргызстана.
- 3 декабря 2011 года — произошёл редизайн платформы и изменение политики главной страницы ресурса.
- 15 марта 2012 года — выпуск мобильного приложения для платформы Windows Phone командой Etzoockee.
- 5 ноября 2012 года — запуск мобильных приложений для операционных систем Android и iOS командой BeeMobile.
- 8-9 декабря 2012 года — проведение республиканской блог-конференции «MediablogKZ», собравшей более 250 представителей СМИ и блогосферы.

## Виды блогов

### Личный блог
Личное пространство пользователя.

### Коллективный блог (блог сообщества)
Yvision — платформа, не имеющая определенной тематики, поэтому она позволяет общаться на разные темы (если они не нарушают правила платформы), начиная от развития Казахстанского интернета и заканчивая новостями из мира спорта. Именно для этой цели — создание групп по интересам — существуют сообщества.

### Корпоративные блоги
Корпоративный блог предназначен для ведения диалога с клиентами. Некоторые казахстанские компании, веб-студии и представители СМИ уже завели на yvision свои блоги.

## Разделы

### Сообщества
Сообщества — раздел, позволяющий людям объединяться по определенным интересам и публиковать записи в данные сообщества. Записи в сообществах могут оцениваться пользователями, на основе этих оценок формируется рейтинг блогера. Сообщества могут быть открытыми и закрытыми.

### Личные блоги
Личные блоги — раздел, позволяющий пользователям публиковать записи в своих персональных, личных блогах. Здесь можно встретить самые различные записи, в которых обсуждается все, что угодно. Есть возможность создания категорий личных блогов для удобства пользователя.

### Люди
Люди — раздел, в котором можно посмотреть информацию о самых активных блогерах, о новых пользователях, узнать откуда пользователи и чем они интересуются.

## Статистика
По данным статистики yvision.kz на 1 февраля 2013 года зарегистрировано 82547 пользователей. 60 % пользователей — мужчины, 40 % пользователей — женщины.
10 стран, которые посещали yvision.kz с 1 июня 2008 года по 1 февраля 2013 года:
| №  | Страна         | Посетителей |
| -- | -------------- | ----------- |
| 1  | Казахстан      | 27 985 695  |
| 2  | Россия         | 6 896 796   |
| 3  | Украина        | 3 327 362   |
| 4  | Беларусь       | 326 844     |
| 5  | США            | 270 422     |
| 6  | Германия       | 190 137     |
| 7  | Великобритания | 176 671     |
| 8  | Кыргызстан     | 89 564      |
| 9  | Молдова        | 74 002      |
| 10 | Латвия         | 65 533      |